# 洛伊特
洛伊特（德語：Loit）是德国石勒苏益格－荷尔斯泰因州的一个市镇。总面积6.69平方公里，总人口259人，其中男性135人，女性124人（2011年12月31日），人口密度39人/平方公里。